# Qilin

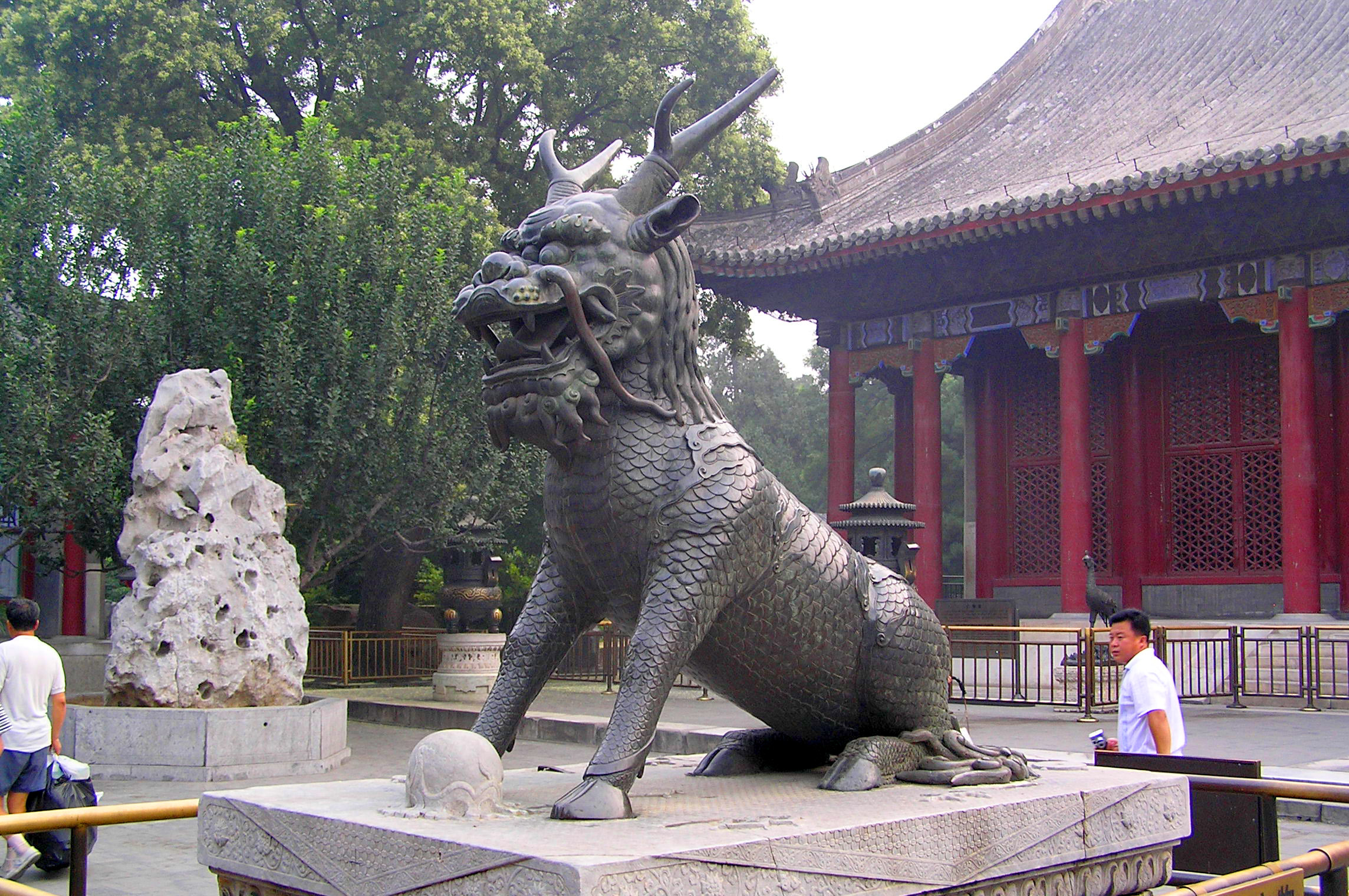
Statua di un qilin a Pechino

Il qilin (麒麟S, qílínP; /tɕǐ.lǐn/), noto anche come kylin, kilin, k'i-lin, girin, kirin (/ki.rin/) o unicorno cinese, è una creatura della mitologia cinese, coreana e giapponese simile ad una chimera. È frequentemente associato al punto cardinale dell'ovest, al posto della tigre bianca Byakko, divenendo perciò uno dei quattro animali di buon augurio assieme al drago, alla fenice, e alla tartaruga. Nella lingua coreana moderna il nome 기린?, girinLR significa anche giraffa, così come il giapponese kirin.

## Caratteristiche
Il suo corpo è assimilabile a quello di un cervo, la sua coda a quella del bue, e la sua testa a quella del cavallo. Presenta sulla fronte un corno fatto di carne e sul dorso un manto policromo, che si differenzia dal colore giallo o bruno del ventre. È perlopiù considerato innocuo e la sua apparizione si dice essere presagio della prossima nascita di un re virtuoso o di un uomo saggio, mentre la sua uccisione o il ritrovamento del suo cadavere sono forieri di malaugurio. Può vivere fino a mille anni. È spesso rappresentato con il corpo completamente circondato da fiamme.

## Storia
La fama di questo animale è legata a quella di Confucio: secondo Soothill nel momento in cui la madre di Confucio concepì quest'ultimo, le comparvero innanzi gli spiriti di cinque pianeti ed un animale con sembianze di vacca, squame di drago e un corno sulla fronte. In una variante di Wilhelm, l'animale apparve solo e sputò un cartiglio di giada con scritto "Figlio del cristallo della montagna, quando sarà caduta la dinastia, comanderai come re senza insegne reali".
Durante l'invasione dell'India da parte di Gengis Khan, le avanguardie della sua cavalleria avvistarono l'animale, il quale intimò al loro sovrano di tornare in patria; a seguito dell'accaduto, l'imperatore mongolo, consigliato da un suo ministro cinese, decise di porre fine alla sua conquista.
Nel 2012 la KCNA nordcoreana annunciò che alcuni archeologi nordcoreani avrebbero scoperto una cava chiamata Kiringul, che sarebbe la tana di un Kirin. L'animale, sempre nella mitologia coreana, sarebbe stato cavalcato dal Re Dongmyeong di Goguryeo intorno alla metà del I secolo a.C. A causa di un errore di traduzione molti organi di stampa occidentali annunciarono che il governo nordcoreano avrebbe affermato l'esistenza degli unicorni.

## Il qilin nella cultura di massa
Nella serie di videogiochi Pokémon, due di essi sembrano basati sul qilin. Uno è Girafarig, l'altro Arceus. Il primo appare per la prima volta nei videogiochi Pokémon Oro e Argento, il secondo in Pokémon Diamante e Perla. Anche nel mondo dei Digimon è presente una creatura che trae ispirazione dal qilin, chiamata Qilinmon.
Nella serie di videogiochi Final Fantasy, il Kirin è una creatura equina che può essere invocata dai personaggi per rigenerare, in modo graduale, i punti ferita. È presente in Final Fantasy VI, Final Fantasy XI, Final Fantasy Tactics Advance e Final Fantasy Tactics A2: Grimoire of the Rift.
Un mostro di nome Kirin appare anche in diversi capitoli della serie di videogiochi Monster Hunter e nel videogioco Ultima Online.
Nel manga e anime Naruto, una delle tecniche utilizzate da Sasuke Uchiha prende il nome di Kirin.
Nel film Animali fantastici - I segreti di Silente il qilin è al centro della trama.